# Hämojuvelin
Hämojuvelin (HJV, RGMc) ist ein Protein in Wirbeltieren, das sowohl als Regulator am Eisenstoffwechsel als auch an der axonalen Zielfindung beteiligt ist. HJV wird beim Menschen hauptsächlich in Leber, Herz und den Skelettmuskeln exprimiert. Von dem Protein existieren mindestens drei Isoformen, die teils cytosolisch, teils membranständig sind und verschiedene Funktionen besitzen. Mutationen am HFE2-Gen sind für die juvenile Hämochromatose (Typ 2A) verantwortlich.
Hepcidin bindet im Darm an Ferroportin und verhindert so die Abgabe des von den Mucosazellen aufgenommenen Eisens in den Blutkreislauf. Mäuse, die kein HFE2-Gen besitzen, produzieren auch nur wenig Hepcidin. Man geht daher davon aus, dass eines der Hämojuveline für die Expression von Hepcidin notwendig ist. Aufgrund weiterer Studien wird vermutet, dass Hämojuvelin dazu den BMP-Signalweg benutzt. Die Bestätigung erfolgte durch eine Arbeit, in der erstmals ein Hemmstoff dieses Signalwegs, das Dorsomorphin entdeckt wurde.